# Navilens
 (décembre 2022).

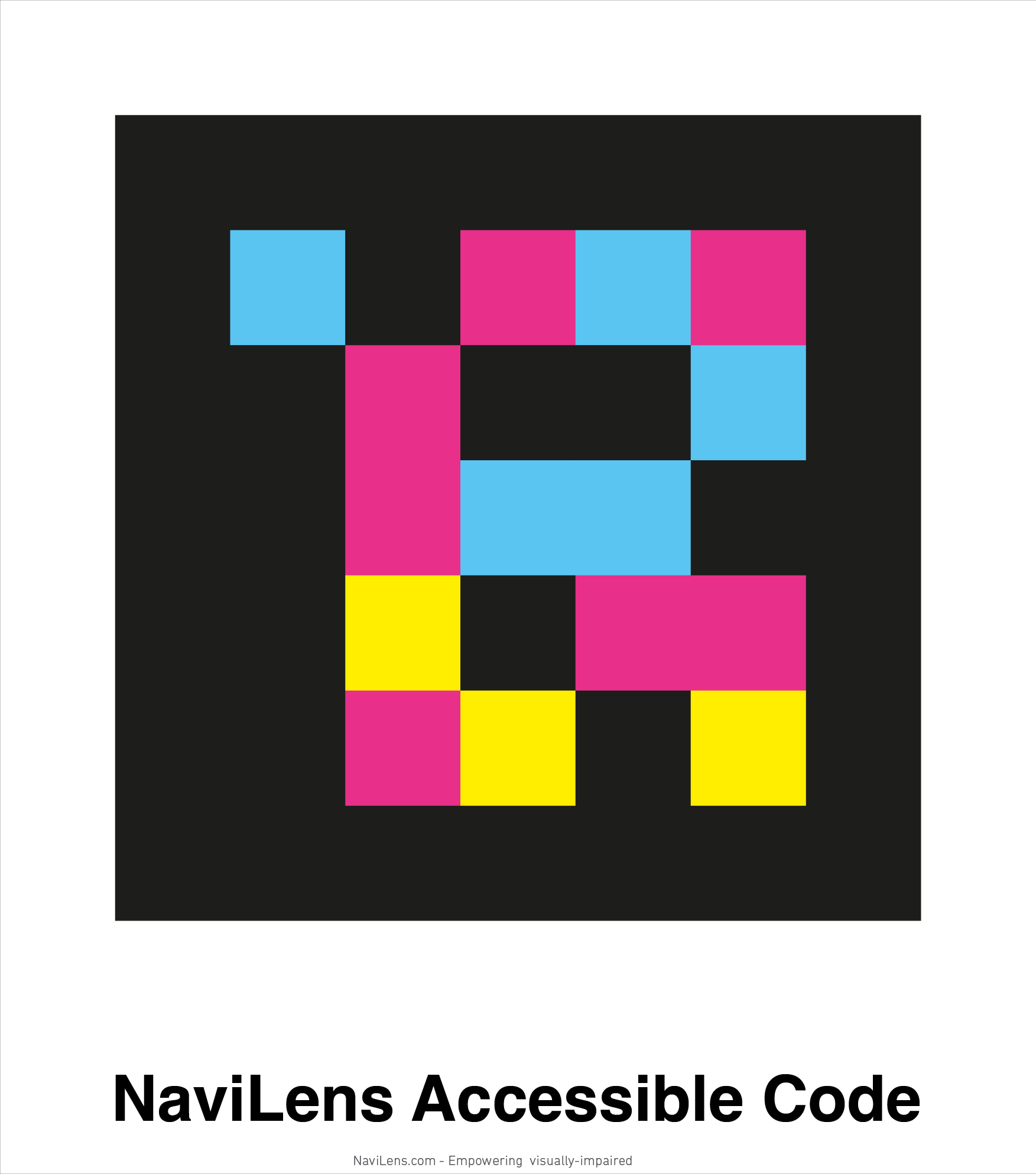
The NaviLens Accessible Code.

NaviLens est un type de code-barres à deux dimensions constitué de modules-carrés de couleur (en) disposés dans un carré à fond noir, destiné à aider les aveugles et les malvoyants à trouver leur chemin grâce à leur smartphone dans les gares ferroviaires et de métro, les musées, les bibliothèques, etc.

## Principe
Le code placé sur une étiquette ressemble à un code QR colorisé. Il est lu par une application sur le smartphone qui détermine la distance entre l’usager et l’étiquette en question, ainsi que l’angle relatif entre l’utilisateur et l’étiquette. L'application peut alors obtenir les informations associées à l'étiquette et sur l'objectif à atteindre. Il peut s'agir de la description d'une œuvre, d'horaires, d'obstacles à éviter, ou la description physique de l'environnement proche.
Un autre cas d'usage permet à des utilisateurs de télécharger des étiquettes personnalisables pour référencer par exemple des boîtes de nourriture ou des documents personnels.
L'application utilise des algorithmes visuels (en) qui permettent d'interpréter l'étiquette à plusieurs mètres de distance, en mouvement, et même lorsque le code couleur est peu visible.

## Développement et droits
NaviLens a été développé[Quand ?] par le Laboratorio de Investigación en Visión Móvil à l'université d'Alicante, en collaboration avec la start-up espagnole NaviLens.
NaviLens est un logiciel propriétaire dont les droits de propriété intellectuelle et de licence suivent la législation espagnole et appartient à la société mère Neosistec[réf. non conforme]. 
Lors de l’utilisation de l’application, les données de localisation (en) et le numéro de série du smartphone sont enregistrés. 
L'utilisation privée est autorisée et gratuite.

## Exemples d'utilisation
- transports publics à Barcelone[4] ;
- quelques stations de métro à New York, y compris la station de métro Jay Street[5] ;
- certaines gares ferroviaires belges[6] ;
- lecture des ingrédients et de la composition nutritionnelle sur des boîtes de céréales[7] ;
- en septembre 2022 la RATP annonce l'expérimentation de NaviLens à la station Porte de Versailles[8].